# Edward Dillon
Edward Dillon (New York, 1 januari 1879 – Hollywood, 11 juli 1933) was een Amerikaans acteur en filmregisseur.
Dillon begon te acteren in 1905. Hij speelde in meer dan 327 films.

## Filmografie (selectie)
- 1908: After Many Years
- 1910: In the Border States
- 1911: What Shall We Do with Our Old?
- 1911: The Lonedale Operator
- 1912: The Informer
- 1913: Love in an Apartment Hotel
- 1913: Broken Ways
- 1913: Red Hicks Defies the World
- 1913: The Mothering Heart
- 1913: An Indian's Loyalty
- 1914: The Alarm
- 1914: Fatty and the Heiress
- 1914: Those Happy Days
- 1914: Lovers' Post Office
- 1914: An Incompetent Hero
- 1914: Fatty's Jonah Day
- 1914: Fatty's Wine Party
- 1914: Fatty and Minnie He-Haw